# 송나라의 황제
송나라(960년 ~ 1279년)는 중국의 황조 중 하나로 오대십국 시대와 원나라 사이에 있던 황조이다. 송나라는 1127년 여진족이 세운 금나라의 화북 정벌로 수도가 개봉에서 임안(지금의 항저우)으로 천도하여 이어나갔는데 이 해를 기점으로 북송(960년 ~ 1127년)과 남송(1127년 ~ 1279년)으로 나뉜다.
아래는 송나라의 역대 황제 목록으로 이들의 묘호와 시호, 성명과 연호, 그리고 능호를 모아놓았다. 송 황조는 960년 조광윤(재위: 960년 ~ 976년)이 건국하여 1279년 원나라의 침공으로 조병(재위: 1278년 ~ 1279년) 때에 이르러 종말을 고했다. 북송과 남송의 전환기에서 북송의 마지막 황제는 흠종(재위: 1126년 ~ 1127년)이었고 그 아우가 바로 남송의 초대 황제인 고종(재위: 1127년 ~ 1162년)이다.
황제(皇帝)는 기원전 221년부터 1912년까지 2000년 넘게 중국의 최고 통치자였으며, 이는 송나라 또한 마찬가지였다. 또한 과거를 통과한 사대부들에게 여러 기관의 관직을 제수하는 최고 인사권을 가지고 있었다. 비록 신사층과 문벌 귀족의 대두로 황제의 정치적 권한과 역할이 축소되기도 했으나, 여전히 상당한 권력을 행사하였다. 또한 법령을 반포할 수 있는 단독 권한을 가지고 있었으나, 효도의 예를 다하기 위해 선대 황제들이 만들고 시행해온 법령들을 함부로 바꾸려 들지 않았다.

## 배경
송 황조는 960년, 송 태조 조광윤이 건국하였다. 그러나 이때는 송나라가 연운 16주를 비롯한 북방의 영토를 아직 점령하지 못했고 남쪽에도 여러 국가들이 오대십국 시대를 거쳐 난립해 있었다. 송나라는 연운 16주의 패권을 놓고 거란족이 세운 요나라(917년 ~ 1125년)와 수 차례 전쟁을 벌였다. 그러나 1125년, 요나라는 또다른 북방계 민족인 여진족이 세운 금나라와 송나라 연합군에 의해 멸망하였고, 당시 금나라의 황제였던 금 태종은 곧 송나라와의 동맹을 파기하고 송의 북쪽 국경을 공격하기 시작하였다. 이는 결국 2년 후인 1127년, 금군이 송나라의 수도 개봉을 함락하고 태상황제였던 휘종과 당시 황제인 흠종을 납치하는 정강의 변이 발발하게 되었다.
휘종의 아홉 번째 아들이자 흠종의 이복동생인 고종은 정강의 변 직후 남쪽으로 파천하여 지금의 난징인 건강에서 송 황조를 재건하였다. 고종은 1129년에 지금의 항저우인 임안(臨安)에 임시 도읍을 건설하였고, 3년 뒤인 1132년에는 임안을 제국의 공식 수도로 천명했다. 한편, 북쪽의 금나라는 남송을 정복하기 위해 여러번 정벌군을 편성하였으나 실패로 끝났고, 결국 1165년, 남송의 효종과 금 세종은 화친을 맺으며 고압적이었던 양국간의 관계를 완화시켰다. 남송은 이어서 중국 대륙 남반부를 지배하였으나, 1279년 원나라의 황제 쿠빌라이 칸이 대대적인 정벌군을 편성하여 남송을 침략, 곧 멸망시켰다. 남송의 마지막 황제는 조병으로 시호인 소제(少帝) 또는 황제에 오르기 전의 작호였던 위왕(衛王)으로 알려져 있다. 조병은 1279년 3월 27일, 지금의 광둥성 장먼 시 야먼 진에서 벌어진 애산 전투에서 패하여 좌승상 육수부와 함께 바다로 투신, 익사하였다.

## 이름과 칭호

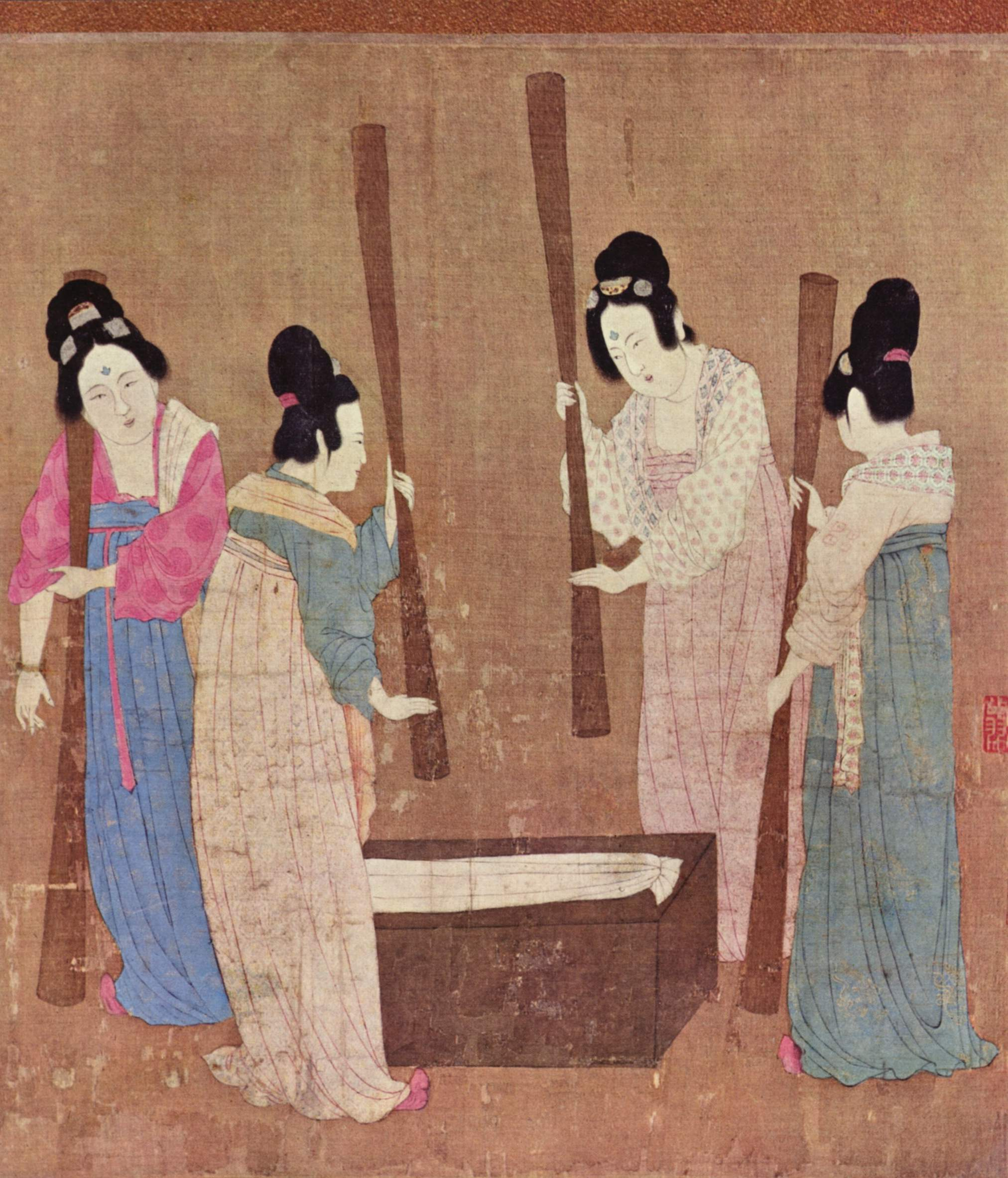
피터 K. 볼은 휘종의 정치 철학과 네 명의 여인이 비단을 만드는 이 그림과 같은 그의 미술품이 이계(李誡)의 건축서 《영조법식》(營造法式)과 공통점이 많다고 설명한다. “높은 기술 수준과 각 부품에 변화를 주려 하지 않고, 효과적인 기능에 신경을 써서, 이렇게 모든 자재가 균일하게 꼭 맞은 건축 양식의 일관성은 마치 사회를 상호가 서로를 지지하고 끊임없이 스스로를 발전시키는 공동체로서 커나가기를 바랬던 시대의 믿음과 그에 부응하여 만들어진 결과물인 신법과도 같았다.”

중국 최초의 황조(皇朝)인 진나라(기원전 221년 ~ 206년)에서부터 최후의 황조인 청나라(1644년 ~ 1912년) 때에 이르기까지 제국의 수장은 ‘황제’(皇帝)로 불리었다. 중국의 여러 사서에서는, 송나라의 황제들을 당나라와 원나라의 황제들과 같이 주로 묘호로 지칭한다. 당나라(618~907) 이전에 황제들은 주로 묘호가 아닌 시호로 불리었고, 명나라(1368년 ~ 1644년)와 청나라에서는 일세일원제에 따라 한 개의 연호 만을 썼기 때문에 주로 연호로 불렸다. 그러나 송나라를 비롯한 원나라 이전의 황제들은 여러 개의 연호를 사용했었다. 한나라를 시작으로, 황제의 시호에 들어가는 시자(諡字)의 수는 점차 늘어갔으며 당나라와 송나라 때에는 그 시호가 너무 길어져 어느 한 글자 만을 따서 황제를 지칭할 수 없었다. 예컨대 후금, 즉 청나라의 전신을 세운 초대 한 누르하치(재위: 1616~1626)는 시호에 29개의 시자가 들어가 있었다. 그러나 당나라에서부터는 이러한 복잡한 시호 대신, 지칭하기 쉽고 시호보다 훨씬 짧은 묘호로 역대 황제들을 지칭하기 시작하였는데 이는 송나라 때에도 이어졌다. 각 황제들은 또한 죽은 뒤 묻히는 황릉의 칭호를 따 능호(陵號) 그리고 여러 존호 등으로도 불리었다.

## 제국의 수장
이론상 황제의 정치적 권한은 절대적이었으나, 한나라 시대부터 황제는 조정의 대소신료들과 같이 권력을 나눴고, 중요한 일이 있을 때에는 재상들과의 조언과 그들 사이에서 만들어진 총의에 따라 실행하였다. 송나라 때에는 사대부들이 과거 제도의 운영을 도맡아 신진 관료들을 발탁하는 역할을 맡았는데, 이 중 최고급의 과거인 전시(殿試)에 합격한 자는 황제가 친히 관직에 임명하여 수도인 개봉의 조정에서 일할 수 있었다. 고위 관료들은 평민들과 같이 황제의 신민으로서 황제에 복종하여야 했으며, 황제의 칙령에 따라 상을, 또한 처벌을 받을 수 있었다. 그러나, 고위 관료들은 여러 정책을 놓고 황제에게 줄곧 도전하였고, 신사층인 자신들이 교육받은 유학과 성리학의 가르침을 들먹이며 황제의 행보를 저지하였다.
과거 제도가 본격적으로 뿌리내리던 당나라 당시의 과거 제도는 송나라와 달리 많은 과거 급제자들을 중앙의 관료로 양성치 못했다. 관롱집단같은 문벌 귀족들이 여전히 조정의 주도권을 가지고 있어 중앙과 외부의 주요한 고위 관직을 두루 장악하고 있었기 때문이다. 그러나 송나라의 황제들, 특히 북송의 휘종은 고대의 삼황오제의 정치 철학을 본받아 나라를 다스리려 하였으나 유학을 숭상하던 조정 신료들의 크나큰 정치적 반대에 부딪혔다. 이러한 정치력 장악 실패에 따른 황권의 약화는 결과적으로 신사층과 사대부의 대두를 불러오며 점차 정·관계를 독식하게 되었다.
송 황조가 처음 개국되었을 때, 정치를 주도하고 있던 지도층의 출신 성분은 주로 오대 시대에 걸쳐 조정에서 재직한 관료들이나 몇 대에 걸쳐 고위 관직을 배출한 문벌 귀족들도 포함되어 있었다. 또한 각 귀족간의 정략 결혼으로 인하여 그들의 자녀들 역시 문벌 귀족으로서 부귀영화를 여전히 누릴 수 있었다. 초기 북송의 황제들은 이전 시대에서 대두되었던 절도사의 정치 개입을 막으려 했고, 절도사와 무관들의 권한을 제한하여 문관들을 대우하여 문치주의를 표방하였다. 11세기가 되자 중국 전역에 걸쳐 중앙과 지방 학교가 각지에서 생겨났는데, 이러한 학당에서 배운 이들이 바로 신사층이었으며 이들은 조정에 진출하여 곧 신료들의 상당수를 차지하기에 이른다. 11세기 후반에 이르러, 문벌귀족간의 정략 결혼은 당시 조정의 영수였던 동중서문하평장사 왕안석이 주창한 신법(新法), 왕안석의 당여들의 거센 반대로 인해 점차 약화되었다. 또한 신법은 각지에 연고를 가지고 있던 여러 신사층의 힘을 키워, 점차 문벌 귀족들이 장악하고 있던 중앙의 관직이 모두 신사층 출신으로 대체되었다.
피터 K. 볼(Peter K. Bol)은 왕안석의 당여들이 신법의 지지자로서 조정이 좀 더 확대적이고 능동적인 역할을 하길 희망하였고 또한 왕안석이 고대 서주 시대의 기본 정치 이념인 왕도(王道)를 통달하여 그 왕도 정치를 실현시킬 여러 계획을 구체화, 사회를 안정시키리라 믿었다고 주장하였다. 이렇게 신권으로 인해 권한이 축소되었다 하더라도 최고 결정권을 가지고 있는 사대부이기도 한 황제가 고대 삼황오제나 상, 서주 시대의 왕들과 같이 신료들과 함께 나라를 이끌어나가며 정치 개혁이나 제례같은 여러 궁중 행사를 주최하면서 사회를 화합의 길로 인도할 것이라 생각하였던 것이다. 휘종이 즉위한 이후부터는 황제와 관료들이 모두 위에서부터의 개혁을 주창하던 신법을 파기하고, 서민인 아래에서부터의 개혁에 초점을 맞췄다. 예를 들어 휘종은 1107년부터 1120년까지 13년간 국자감에 재학하지 않았던 이들의 공직 진출을 금지했다. 또한 휘종은 공자의 가르침을 유학을 국가의 학문인 정학(正學)으로서 인정치 않는 이들의 등용 또한 막았다. 그러나 남송 때에는 이 국자감 체제가 사설 학당에게조차 그 위상이 크게 떨어졌으며, 이 사설 학당의 숫자가 북송 당시 각지에 세워졌던 여러 관립 학당의 수보다 더 많아졌다. 휘종이 즉위하기 전, 왕안석의 후임으로서 그의 신법을 모두 파기하고 동중서문하평장사가 된 사마광은 신료들이 정책의 수립이나 개정에 관하여 황제와 논의하려 할 때, 황제는 가급적 재상급의 고위 관료들만 따로 면담하였다고 비판하였다.
황제는 정책을 수립할 수 있었고, 도학 정치와 제례를 행하거나 취미 그리고 여자 또한 자신 마음대로 정하고 고를 수 있었다. 그러나 프레더릭 W. 모트(Frederick W. Mote)는 대부분의 송나라 황제들이 유년 시절을 화려하지만 철저히 고립된 구중궁궐에서 궁중 생활을 하다보니 안락한 생활만을 추구하였고 이로 인해 정치에 관심을 잃어 정사 일체를 조정에 떠넘기고 그에 의지했다고 주장한다. 역사학계 주류에서는 주로 송나라 당시의 조정이 중국의 어느 왕조보다 문관들을 우대하여 송나라가 이로 인해 문약해졌다는 시각을 견지하지만, 또다른 의견으로는 조회에서 황제를 대할 때, 대신들의 지나친 존중과 예우가 결과적으로 황제가 정치에 관심을 잃어 황제와 조정 신료간의 긴밀한 관계를 약화시켰다고도 본다.

## 역대 황제

### 북송(960년~1127년)
| 어진 | 대수  | 묘호                            | 시호                                                                            | 성명            | 연호 | 재위기간        | 능묘                             |
| ---- | ----- | ------------------------------- | ------------------------------------------------------------------------------- | --------------- | --- | --------------- | -------------------------------- |
|      | ―     | 송 성조 (宋聖祖) (송 태조 추숭) | 상령고도 구천사명 보생천존대제 (上靈高道 九天司命 保生天尊大帝)                 | 조현랑 (趙玄朗) | ― | ―               | ―                                |
|      | ―     | 송 희조 (宋僖祖) (송 태조 추숭) | 입도조기적덕 기공의문헌무 예화지효황제 (立道肇基積德 起功懿文憲武 睿和至孝皇帝) | 조조 (趙朓)     | ― | ―               | ―                                |
|      | ―     | 송 순조 (宋順祖) (송 태조 추숭) | 혜원예명황제 (惠元睿明皇帝)                                                     | 조정 (趙珽)     | ― | ―               | ―                                |
|      | ―     | 송 익조 (宋翼祖) (송 태조 추숭) | 간공예덕황제 (簡恭睿德皇帝)                                                     | 조경 (趙敬)     | ― | ―               | ―                                |
|      | ―     | 송 선조 (宋宣祖) (송 태조 추숭) | 소무예성황제 (昭武睿聖皇帝)                                                     | 조홍은 (趙弘殷) | ― | ―               | ―                                |
|      | 초대  | 송 태조 (宋太祖)                | 계운입극영무 예문신덕성공 지명대효황제 (啓運立極英武 睿文神德聖功 至明大孝皇帝) | 조광윤 (趙匡胤) | 건륭(建隆) 960년 ~ 963년 건덕(乾德) 963년 ~ 968년 개보(開寶) 968년 ~ 976년 | 960년 ~ 976년   | 영창릉 (永昌陵)                  |
|      | 제2대 | 송 태종 (宋太宗)                | 지인응도신공 성덕문무예열 대명광효황제 (至仁應道神功 聖德文武睿烈 大明廣孝皇帝) | 조경 (趙炅)     | 태평흥국(太平興國) 976년 ~ 984년 옹희(雍熙) 984년 ~ 987년 단공(端拱) 988년 ~ 989년 순화(淳化) 990년 ~ 994년 지도(至道) 995년 ~ 997년 | 976년 ~ 997년   | 영희릉 (永熙陵)                  |
|      | 제3대 | 송 진종 (宋眞宗)                | 응부계고신공 양덕문명무정 장성원효황제 (應符稽古神功 讓德文明武定 章聖元孝皇帝) | 조항 (趙恆)     | 함평(咸平) 998년 ~ 1003년 경덕(景德) 1004년 ~ 1007년 대중상부(大中祥符) 1008년 ~ 1016년 천희(天禧) 1017년 ~ 1021년 건흥(乾興) 1022년 | 997년 ~ 1022년  | 영정릉 (永定陵)                  |
|      | 제4대 | 송 인종 (宋仁宗)                | 체천법도극공 전덕신문성무 예철명효황제 (體天法道極功 全德神文聖武 睿哲明孝皇帝) | 조정 (趙禎)     | 천성(天聖) 1023년 ~ 1032년 명도(明道) 1032년 ~ 1033년 경우(景祐) 1034년 ~ 1038년 보원(寶元) 1038년 ~ 1040년 강정(康定) 1040년 ~ 1041년 경력(慶曆) 1041년 ~ 1048년 황우(皇祐) 1049년 ~ 1054년 지화(至化) 1054년 ~ 1056년 가우(嘉祐) 1056년 ~ 1063년 | 1022년 ~ 1063년 | 영소릉 (永昭陵)                  |
|      | 제5대 | 송 영종 (宋英宗)                | 체건응력융공 성덕헌문숙무 예성선효황제 (體乾應歷隆功 盛德憲文肅武 睿聖宣孝皇帝) | 조서 (趙曙)     | 치평(治平) 1064년 ~ 1067년 | 1063년 ~ 1067년 | 영후릉 (永厚陵)                  |
|      | 제6대 | 송 신종 (宋神宗)                | 소천법고운덕 건공영문열무 흠인성효황제 (紹天法古運德 建功英文烈武 欽仁聖孝皇帝) | 조욱 (趙頊)     | 희녕(熙寧) 1068년 ~ 1077년 원풍(元豊) 1078년 ~ 1085년 | 1067년 ~ 1085년 | 영유릉 (永裕陵)                  |
|      | 제7대 | 송 철종 (宋哲宗)                | 헌원계도현덕 정공흠문예무 제성소효황제 (憲元繼道顯德 定功欽文睿武 齊聖昭孝皇帝) | 조후 (趙煦)     | 원우(元祐) 1086년 ~ 1094년 소성(紹聖) 1094년 ~ 1098년 원부(元符) 1098년 ~ 1100년 | 1085년 ~ 1100년 | 영태릉 (永泰陵)                  |
|      | 제8대 | 송 휘종 (宋徽宗)                | 체신합도준렬 손공성문인덕 헌자현효황제 (體神合道駿烈 遜功聖文仁德 憲慈顯孝皇帝) | 조길 (趙佶)     | 건중정국(建中靖國) 1101년 숭녕(崇寧) 1102년 ~ 1106년 대관(大觀) 1107년 ~ 1110년 정화(政和) 1111년 ~ 1118년 중화(重和) 1118년 ~ 1119년 선화(宣和) 1119년 ~ 1125년                                                                                   | 1100년 ~ 1125년 | 영우릉 (永佑陵) (영고릉(永固陵)) |
|      | 제9대 | 송 흠종 (宋欽宗)                | 공문순덕 인효황제 (恭文順德 仁孝皇帝)                                           | 조환 (趙桓)     | 정강(靖康) 1126년 ~ 1127년 | 1125년 ~ 1127년 | 영헌릉 (永獻陵)                  |

### 남송(1127년~1279년)
| 어진 | 대수  | 묘호             | 시호                                                                            | 성명        | 연호 | 재위기간        | 능묘                |
| ---- | ----- | ---------------- | ------------------------------------------------------------------------------- | ----------- | --- | --------------- | ------------------- |
|      | 제1대 | 송 고종 (宋高宗) | 수명중흥전공 지덕성신무문 소인헌효황제 (受命中興全功 至德聖神武文 昭仁憲孝皇帝) | 조구 (趙構) | 건염(建炎) 1127년 ~ 1130년 소흥(紹興) 1131년 ~ 1162년 | 1127년 ~ 1162년 | 영사릉 (永思陵)     |
|      | 제2대 | 송 효종 (宋孝宗) | 소통동도관덕 소공철문신무 명성성효황제 (紹統同道冠德 昭功哲文神武 明聖成孝皇帝) | 조선 (趙昚) | 융흥(隆興) 1163년 ~ 1164년 건도(乾道) 1165년 ~ 1173년 순희(淳熙) 1174년 ~ 1189년 | 1162년 ~ 1189년 | 영부릉 (永阜陵)     |
|      | 제3대 | 송 광종 (宋光宗) | 순도헌인명공 무덕온문순무 성철자효황제 (循道憲仁明功 茂德溫文順武 聖哲慈孝皇帝) | 조돈 (趙惇) | 소희(紹熙) 1190년 ~ 1194년 | 1189년 ~ 1194년 | 영숭릉 (永崇陵)     |
|      | 제4대 | 송 영종 (宋寧宗) | 법천비도순덕 무공인문철무 성예공효황제 (法天備道純德 茂功仁文哲武 聖睿恭孝皇帝) | 조확 (趙擴) | 경원(慶元) 1195년 ~ 1201년 가태(嘉泰) 1201년 ~ 1205년 개희(開禧) 1205년 ~ 1208년 가정(嘉定) 1208년 ~ 1225년 | 1194년 ~ 1224년 | 영무릉 (永茂陵)     |
|      | 제5대 | 송 이종 (宋理宗) | 건도비덕대공 부흥열문인무 성명안효황제 (建道備德大功 復興烈文仁武 聖明安孝皇帝) | 조윤 (趙昀) | 보경(寶慶) 1225년 ~ 1227년 소정(紹定) 1228년 ~ 1233년 단평(端平) 1234년 ~ 1236년 가희(嘉熙) 1237년 ~ 1240년 순우(淳祐) 1241년 ~ 1252년 보우(寶祐) 1253년 ~ 1258년 개경(開慶) 1259년 경정(景定) 1260년 ~ 1264년 | 1224년 ~ 1264년 | 영목릉 (永穆陵)     |
|      | 제6대 | 송 도종 (宋度宗) | 단문명무 경효황제 (端文明武 景孝皇帝)                                           | 조기 (趙禥) | 함순(咸淳) 1265년 ~ 1274년 | 1264년 ~ 1274년 | 영소릉 (永紹陵)     |
|      | 제7대 | ―                | 효공의성황제 (孝恭懿聖皇帝) (공황제(恭皇帝)) (영국공(瀛國公))                   | 조현 (趙顯) | 덕우(德祐) 1275년 ~ 1276년 | 1274년 ~ 1276년 | 영국공묘 (瀛國公墓) |
|      | 제8대 | 송 단종 (宋端宗) | 유문소무 민효황제 (裕文昭武 愍孝皇帝) (상황제(殤皇帝))                          | 조시 (趙昰) | 경염(景炎) 1276년 ~ 1278년 | 1276년 ~ 1278년 | 영복릉 (永福陵)     |
|      | 제9대 | ―                | 소황제 (少皇帝) (유주(幼主)) (위왕(衛王))                                       | 조병 (趙昺) | 상흥(祥興) 1278년 ~ 1279년 | 1278년 ~ 1279년 | 소제릉 (少帝陵)     |

## 참고 문헌
- Bielenstein, Hans (1980). The Bureaucracy of Han Times (영어). 케임브리지: Cambridge University Press. ISBN 0-521-22510-8.
- Bo Yang (1977). 《中國歷史年表》 [중국 역사 연표] (중국어). 타이페이: Sing-Kuang Book Company Ltd.
- Bol, Peter K. (2001). “Whither the Emperor? Emperor Huizong, the New Policies, and the Tang-Song Transition”. Journal of Song and Yuan Studies (영어) 31: 103~134. JSTOR 23496091.
- Coblin, W. South (2002). “Migration History and Dialect Development in the Lower Yangtze Watershed”. Bulletin of the School of Oriental and African Studies (영어) 65 (3): 529~543. doi:10.1017/S0041977X02000320. JSTOR 4146032.
- de Crespigny, Rafe (2007) [23~220 AD]. A Biographical Dictionary of Later Han to the Three Kingdoms (영어). 레이던: Koninklijke Brill. ISBN 90-04-15605-4.
- Ebrey, Patricia Buckley (1999). The Cambridge Illustrated History of China (paperback) (영어). 케임브리지: Cambridge University Press. ISBN 0-521-66991-X.
- Ebrey, Patricia; Walthall, Anne; Palais, James (2006). East Asia: A Cultural, Social, and Political History (영어). 보스턴: Houghton Mifflin Company. ISBN 0-618-13384-4.
- Gernet, Jacques (1962). Daily Life in China on the Eve of the Mongol Invasion, 1250~1276 (영어). 스탠포드: Stanford University Press. ISBN 0-8047-0720-0.
- Hartwell, Robert M. (1982). “Demographic, Political, and Social Transformations of China, 750~1550”. Harvard Journal of Asiatic Studies (영어) 42 (2): 365~442. JSTOR 2718941.
- Hennessey, William O. (July 1984). “Classical Sources and Vernacular Resources in "Xuanhe Yishi": The Presence of Priority and the Priority of Presence”. Chinese Literature: Essays, Articles, Reviews (영어) (CLEAR) 6 (1/2): 33~52. JSTOR 823445.
- Hucker, Charles O. (1975). China's Imperial Past: An Introduction to Chinese History and Culture (영어). 스탠포드: Stanford University Press. ISBN 0-8047-0887-8.
- Hymes, Robert P. (1986). Statesmen and Gentlemen: The Elite of Fu-Chou, Chiang-Hsi, in Northern and Southern Sung (영어). 케임브리지: Cambridge University Press. ISBN 0-521-30631-0.
- Mostern, Ruth (2008). “From Battlefields to Counties: War, Border, and State Power in Southern Song Huainan”.   Wyatt, Don J. Battlefronts Real and Imagined: War, Border, and Identity in the Chinese Middle Period (영어). 뉴욕: Palgrave MacMillan. 227~252쪽. ISBN 978-1-4039-6084-9.
- Mote, Frederick W. (1999). Imperial China: 900~1800 (영어). 케임브리지: Harvard University Press. ISBN 0-674-01212-7.
- Needham, Joseph (1972). Science and Civilization in China: Volume 1, Introductory Orientations (영어). 런던: Syndics of the Cambridge University Press. ISBN 0-521-05799-X.
- Rossabi, Morris (1988). Khubilai Khan: His Life and Times (영어). 버클리, 로스앤젤레스, 런던: University of California Press. ISBN 0520067401.
- Tillman, Hoyt C.; West, Stephen H. (1995). China Under Jurchen Rule: Essays on Chin Intellectual and Cultural History (영어). 올버니: State University of New York Press. ISBN 0-7914-2273-9.
- Walton, Linda (1999). Academies and Society in Southern Sung China. 호놀룰루: University of Hawaii Press. ISBN 0824819624. JSTOR 3558593.
- Wang, Yu-ch'uan (June 1949). “An Outline of The Central Government of The Former Han Dynasty”. Harvard Journal of Asiatic Studies (영어) 12 (1/2): 134~187. JSTOR 2718206.
- Wilkinson, Endymion (1998). Chinese History: A Manual (영어). 케임브리지, 런던: Harvard University Asia Center of the Harvard University Press. ISBN 0-674-12378-6.
- Wright, David C. (2012).  Graff, David Andrew; Higham, Robin D. S., 편집. A Military History of China (영어). University Press of Kentucky. ISBN 978-0-8131-3584-7.
- Yuan, Zheng (Summer 1994). “Local Government Schools in Sung China: A Reassessment”. History of Education Quarterly (영어) 34 (2): 193~213. JSTOR 369121.